# Xét nghiệm nước tiểu
Xét nghiệm nước tiểu lâm sàng là các xét nghiệm khác nhau của nước tiểu cho mục đích chẩn đoán.  Phổ biến nhất là phân tích nước tiểu (UA), một trong những phương pháp chẩn đoán y khoa phổ biến nhất.  Từ này là một từ ghép trong các từ nước tiểu và phân tích.   Các xét nghiệm khác là nuôi cấy nước tiểu (nuôi cấy vi sinh nước tiểu) và nồng độ điện giải nước tiểu.
Các thông số mục tiêu có thể được đo hoặc định lượng trong phân tích nước tiểu bao gồm kiểm tra bằng mắt thường (tổng) để phân tích màu sắc và mùi cộng với nhiều chất và tế bào, cũng như các tính chất khác, chẳng hạn như trọng lượng riêng.
Một phần của phân tích nước tiểu có thể được thực hiện bằng cách sử dụng que thử nước tiểu, trong đó kết quả xét nghiệm có thể được đọc khi thay đổi màu sắc.  Một phương pháp khác là chụp hiển vi ánh sáng của mẫu nước tiểu.

## Thông số mục tiêu
Kết quả xét nghiệm nước tiểu phải luôn được diễn giải bằng cách sử dụng phạm vi tham chiếu được cung cấp bởi phòng thí nghiệm thực hiện xét nghiệm hoặc sử dụng thông tin được cung cấp bởi nhà sản xuất thiết bị / dải thử nghiệm.
Ngoài các chất được đề cập trong bảng dưới đây, các thử nghiệm khác bao gồm mô tả về màu sắc và hình thức..

### Màu

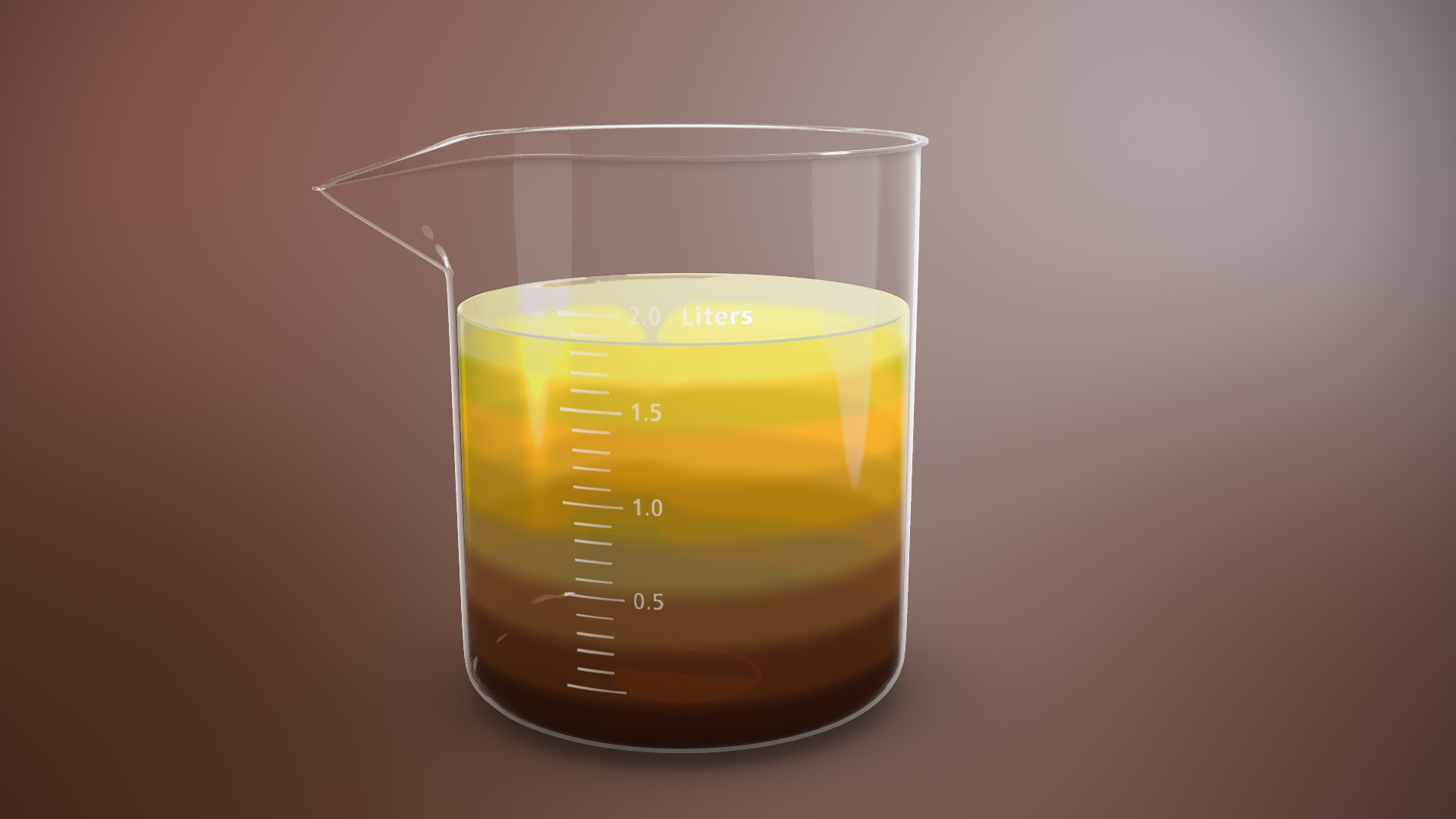
Thay đổi màu sắc trong nước tiểu cho thấy ngậm nước, mất nước và mất nước cực độ.

Sau đây là các ví dụ về nguyên nhân thay đổi màu sắc (không phải là một danh sách đầy đủ).
- Gần như không màu: Lượng chất lỏng quá mức cho các bệnh; đái tháo đường không được điều trị, đái tháo nhạt và một số loại viêm thận.
- Màu vàng: Nước tiểu màu vàng đặc biệt có thể cho thấy lượng riboflavin (vitamin B2) quá mức.
- Vàng-hổ phách: Bình thường.
- Mây vàng: tinh thể quá mức (tinh thể nước tiểu) và/hoặc mủ quá mức (py niệu).
- Cam: Lượng chất lỏng không đủ cho các điều kiện; lượng chất cam; uống Phenazopyridine cho các triệu chứng tiết niệu.
- Màu đỏ: Rò rỉ tế bào hồng cầu hoặc huyết sắc tố từ các tế bào đó; lượng chất màu đỏ.
- Tối: 
  - Cam đỏ: Uống một số loại thuốc hoặc các chất khác.
  - Rusty-vàng đến nâu đỏ: Uống một số loại thuốc hoặc các chất khác.
  - Màu nâu sẫm: Lượng thuốc nhất định hoặc các chất khác; cơ bắp bị tổn thương (myoglobin niệu do Rhabdomyolysis) do tập thể dục cực độ hoặc tổn thương lan rộng khác, có thể liên quan đến thuốc; máu thay đổi; tiểu niệu; lượng chất phenolic; chuyển hóa porphyrin không đầy đủ; melanin từ khối u melanocytic.
  - Nâu đen đến đen: Lượng thuốc hoặc thuốc; máu thay đổi; một vấn đề với chuyển hóa axit homogentisic (alkapton niệu), cũng có thể gây ra tròng đen của mắt và các cơ quan nội tạng và mô màu tối (không đồng bộ); Lysol (một sản phẩm có chứa phenol) ngộ độc; melanin từ khối u melanocytic).  Paraphenylenediamine là một thành phần độc tính cao của các công thức nhuộm tóc có thể gây tổn thương thận cấp tính và dẫn đến nước tiểu màu đen.[5]
  - Màu tím do hội chứng túi nước tiểu màu tím.[5]
- Màu đỏ tươi đến đỏ tím: Sự hiện diện của phenolphthalein, một loại thuốc nhuận tràng kích thích được tìm thấy trước đây trong Ex-Lax.[6]
- Màu xanh lá cây, hoặc tối với một màu xanh lục: Vàng da (bilirubin niệu); Vấn đề với chuyển hóa mật.  Phẫu thuật gần đây cần tiêm truyền Propofol liều cao.[5]  Việc sử dụng một loại thuốc (Uribel) tương tự như phenazopyridine để làm giảm các triệu chứng tiết niệu.
- Màu sắc khác: Các chất khác nhau ăn vào thức ăn hoặc đồ uống, đặc biệt là đến 48 giờ trước khi có nước tiểu màu.[7]

### Mùi
Mùi của nước tiểu thường có thể thay đổi từ không mùi (khi rất nhạt và loãng) đến mùi mạnh hơn nhiều khi người bị mất nước và nước tiểu cô đặc.  Những thay đổi ngắn gọn về mùi thường chỉ đơn thuần là thú vị và không có ý nghĩa về mặt y tế.  (Ví dụ: mùi bất thường nhiều người có thể phát hiện sau khi ăn măng tây.) Nước tiểu của bệnh nhân tiểu đường trải qua nhiễm toan keto (nước tiểu chứa hàm lượng ketone cao) cũng có thể có mùi bất thường.